# Hans Grodotzki
Hans Grodotzki (Pasłęk, 4 aprile 1936) è un mezzofondista tedesco, due volte medaglia d'argento ai Giochi olimpici.

## Biografia
Nato nella Prussia orientale, nell'attuale Polonia, era sposato con la ginnasta Karin Jorcik. Dopo la seconda guerra mondiale la sua famiglia fu trasferita a Menteroda, in Turingia, dalle autorità sovietiche.
Nel 1960 prese parte ai Giochi olimpici di Roma dove conquistò due medaglie d'argento nei 5000 e nei 10000 metri piani. Ad oggi è l'unico atleta tedesco ad aver vinto una medaglia olimpica nei 10000 metri piani.
Nel 1959 ottenne il titolo di campione nazionale della Germania Est nei 5000 metri piani e l'anno successivo conquistò il medesimo risultato nella corsa campestre.
Nel 1991 ricevette il Premio Rudolf Harbig, che venne assegnato a tutti gli atleti della Germania Est che non lo poterono ricevere quando la Germania era divisa.

## Palmarès
| Anno | Manifestazione  | Sede | Evento  | Risultato | Prestazione        | Note |
| ---- | --------------- | ---- | ------- | --------- | ------------------ | ---- |
| 1960 | Giochi olimpici | Roma | 5000 m  | Argento   | 13'44"6 (13'45"01) |      |
| 1960 | Giochi olimpici | Roma | 10000 m | Argento   | 28'37"0 (28'37"22) |      |

## Campionati nazionali
- 1 volta campione tedesco orientale dei 5000 metri piani (1959)
- 1 volta campione tedesco orientale della corsa campestre (1960)